# فرودگاه ریکیاویک
 فرودگاه ریکیاویک (به انگلیسی: Reykjavík Airport) (به زبان بومی: Reykjavík Domestic Airport) یک فرودگاه همگانی ۴۶۳۸۸۹ با کد یاتا RKV است که یک باند فرود ۱ دارد و طول باند آن آسفالت متر است. این فرودگاه در شهر ریکیاویک کشور ایسلند قرار دارد و در ارتفاع ۱۴ متری از سطح دریا واقع شده است.

## شرکت‌های هواپیمایی و مقصدهای پروازی
| شرکت‌های هواپیمایی   | مقصدهای پروازی                                           |
| ------------------- | -------------------------------------------------------- |
| Air Iceland Connect | آکوریری، اگیلستادیر، ایلولیست، ایسافیوردور، کولوسوک، نوک |
| آتلانتیک ایرویز     | واگار                                                    |
| Eagle Air           | بیلدودالور، جوگر، هوساویک، هرنافیوردور، وست‌منیجار        |
| Mýflug              | آکوریری                                                  |